# 阿氏新唇脂鯉
阿氏新唇脂鯉為輻鰭魚綱脂鯉目琴脂鯉亞目複齒脂鯉科的其中一種，為熱帶淡水魚，被IUCN列為瀕危保育類動物，分布於非洲尼日利亞Azumini河流域，體長可達1.8-2.5公分，棲息在底中層水域，生活習性不明。

## 扩展阅读
維基物種上的相關：阿氏新唇脂鯉